# Икорец (станция)
Икорец — железнодорожная станция Юго-Восточной железной дороги в Воронежской области.
Станция расположена в селе Средний Икорец Лискинского района Воронежской области.

## Деятельность
Остановка пригородных электропоездов.
На станции осуществляются:
- продажа пассажирских билетов;
- приём и выдача багажа;
- приём и выдача грузов повагонными и мелкими отправками (имеются подъездные пути).